# Luperina passer
Luperina passer är en fjärilsart som beskrevs av Achille Guenée 1852. Luperina passer ingår i släktet Luperina och familjen nattflyn. Inga underarter finns listade i Catalogue of Life.